# Volkmarsen
Volkmarsen est une municipalité allemande située dans l’arrondissement de Waldeck-Frankenberg et dans le land de la Hesse. Elle se trouve à 40 km au nord-ouest de Cassel et à 7 km au nord-est de Bad Arolsen.

## Sources
- (de) Cet article est partiellement ou en totalité issu de l’article de Wikipédia en allemand intitulé « Volkmarsen » (voir la liste des auteurs).